# جيوفري بول
جيوفري بول (1 أغسطس 1912 - 20 يناير 1997 في المملكة المتحدة) (بالإنجليزية: Geoffrey Bull)‏ هو لاعب كريكت بريطاني.

## وصلات خارجية
- جيوفري بول على موقع إي آس بي آن كريك إنفو (الإنجليزية)